# Siris 8
Siris 8  est un système d'exploitation développé par la Compagnie internationale pour l'informatique (CII) sur ses ordinateurs Iris 80 et Mitra 15. Il a été repris par le DPS 7.

## Historique
Jean Ichbiah a travaillé à la CII sur la réécriture du système d'exploitation Siris 7 de l'Iris 80 pour en créer une version beaucoup plus aboutie, utilisée pour faire fonctionner un Iris 80 tri-processeur à Évry,.
La première version de Siris 8 offre une compatibilité complète avec les applications exécutées sur son prédécesseur Siris 7. Parmi les points forts de Siris 8, son excellente gestion de mémoire prenant en compte les adresses et espaces virtuels étendus de l’Iris 80, en avance sur ce qui se fera plus tard dans les stations de travail.
Siris 8 était adapté tant au calcul scientifique qu'à la gestion, ainsi qu'aux applications temps réel.

## Caractéristiques et nombre de processeurs
La première livraison de la version monoprocesseur a eu lieu en février 1972,  et en septembre 1972 pour la version biprocesseur pour le Commissariat à l'énergie atomique (CEA). Siris 8 incluait aussi un important logiciel de routage pour le transport des données vers d'autres ordinateurs, Transiris.
Après la fusion avec Honeywell-Bull, les fonctionnalités de Siris ont été adaptées sur le système  GCOS, via des processus d'émulation, ce qui permet de conserver l'ensemble des clients de Siris 8.